# Magnus Eriksson (Örnfot)
Magnus Eriksson (Örnfot), född på 1300-talet, död mellan 1421–1422, var en svensk häradshövding och riksråd.

## Biografi
Magnus Eriksson (Örnfot) var son till riksrådet Erik Karlsson (Örnfot) och Märta Knutsdotter. Han nämns första gången 1400 och var 1408 i rådkretsen. Magnus Eriksson var senast 1413 riksråd och blev mellan 1403–1414 häradshövding i Lösings härad, fram till 1421. Han var 1419 hövitsman på Ringstadholm och blev mellan 1417–1421 lagman i Östergötlands lagsaga. Magnus Eriksson avled mellan 1421–1422.

### Egendom
Magnus Erikssons sätesgård var Konungsund i Konungsunds socken. Han ägde jord i Gullbergs härad, Göstrings härad och Lösings härad i Östergötland.

### Familj
Magnus Eriksson gifte sig senast 1400 med Katarina Stensdotter, dotter till riddaren och riksrådet Sten Bosson (Natt och Dag) och Ingeborg Karlsdotter (Vinäsätten). De fick tillsammans dottern Märta Magnusdotter (död mellan 1413–1414).
Han gifte sig andra gången med Kristina Pedersdotter (Peter Finvidssons ätt), dotter till riksrådet Peter Finvidsson (Peter Finvidssons ätt). De fick tillsammans riddaren och riksrådet Erik Magnusson (Örnfot).